# Кемерово
Кемерово (рус. Ке́мерово) град је у Русији и административи центар Кемеровске области. Према попису становништва из 2010. у граду је живело 532.884 становника.
Налази се на реци Том североисточно од Новосибирска.

## Становништво
Према прелиминарним подацима са пописа, у граду је 2010. живело 532.884 становника, 48.130 (9,93%) више него 2002.
| 1939.   | 1959.   | 1970.   | 1979.   | 1989.   | 2002.   | 2010.   |
| ------- | ------- | ------- | ------- | ------- | ------- | ------- |
| 132.824 | 277.671 | 384.989 | 470.640 | 520.263 | 484.754 | 532.981 |

## Партнерски градови
- Билингс
- Шалготарјан